# Foibé (biblická postava)
Svatá Foibé (řecky Φοίβη, latinsky Phœbe) byla prvokřesťanská jáhenka v Kenchrejích v 1. století. Uvádí se jako doručitelka listu Římanům.
Svatý Apoštol Pavel se o ní zmiňuje v listě Římanům na začátku 16. kapitoly jako o diakonce (diakonon) a pomocnici mnohých (prostatis). Jedná se o jediné místo v Novém zákoně, kde je takto označena žena. Theodoretos z Kyrrhu o Foibé napsal, že přijala pod svou střechou apoštola Pavla a že je „oslavována na zemi i na moři.“
Katolická a pravoslavná církev si ji připomínají 3. září, luteránská církev pak 25. října.